# 전주MBC 정오의 희망곡
전주MBC 정오의 희망곡은 대한민국의 방송국인 전주문화방송의 라디오 채널 전주MBC FM4U에서 평일 낮 12시부터 오후 2시까지 방송하는 대중음악 전문 라디오 프로그램이다.

## 역사
1983년 7월 15일 전주MBC FM4U 개국과 함께 첫방송을 시작해, 2005년 4월 24일에 잠정적으로 폐지됐다가, 2012년 10월 22일에 다시 7년만에 부활하였고, 2024년 11월 29일자로 41년만에 종영되었다.

## 역대 방송시간
| 방송 채널    | 방송 기간                          | 방송 시간                 |
| ------------ | ---------------------------------- | ------------------------- |
| 전주MBC FM4U | 1983년 7월 15일 ~ 2005년 4월 24일  | 매일 낮 12:00 ~ 오후 2:00 |
| 전주MBC FM4U | 2012년 10월 22일 ~ 2020년 3월 22일 | 매일 낮 12:00 ~ 오후 2:00 |
| 전주MBC FM4U | 2020년 3월 23일 ~ 2024년 11월 29일 | 평일 낮 12:00 ~ 오후 2:00 |

## 코너

### 매일 코너
- 1부 : 아재개그
- 2부 : 정희 어른이집

### 요일별 코너
- 월요일 : JAM있는 스포츠
- 화요일 : 노래로 말해요
- 수요일 : 쟤가 왜저럴까?
- 목요일 : 이 노래로 말할 것 같으면
- 금요일 : 노래 이어 달리기

## 같이 보기
- 전주문화방송
- MBC FM4U
- 정오의 희망곡 김신영입니다